# Musée du chocolat de Cologne
Pour les articles homonymes, voir Musée du chocolat.
Le Musée du chocolat de Cologne (en allemand : Schokoladenmuseum Köln) se situe dans la ville de Cologne dans la région de la Rhénanie-du-Nord-Westphalie, à l'ouest de l’Allemagne.

## Présentation
Le musée du chocolat a ouvert ses portes au public le 31 octobre 1993 sous le nom de Musée du Chocolat Imhoff-Stollwerck, du nom de son directeur Hans Imhoff Stollwerck. Situé dans l’arrondissement « Altstadt-Süd » de Cologne sur une péninsule de la rive gauche du Rhin, à proximité du Severinsbrücke et du Deutsches Sport & Olympia Museum (Musée allemand du sport et des Jeux olympiques). L’exposition retrace l’histoire du chocolat, depuis ses origines dans le nouveau monde, principalement présent dans les cultures olmèque, maya et aztèque, aux différents produits chocolatés d’antan et actuels et ses méthodes de fabrication.
Le musée fait partie du « top dix » des musées allemands disposant de 5 000 guides et comptant 600 000 visiteurs par an. Ce musée ne nécessite pas de subventions externes car il s’appuie sur ses propres profits. Son département marketing mène à bien cette fonction puisque le musée dispose d’une salle de réception comme source de revenu.

## Administration
Le musée est géré par la société Schokoladenmuseum Köln GmbH. Depuis mars 2006, le producteur de chocolat suisse Lindt & Sprüngli participe à la création d’expositions. L’ancien partenaire de ce musée était le producteur de chocolat de la ville de Cologne Stollwerck, ce qui se remarque dans l’ancien nom du musée

## Attractions
- Une petite serre tropicale de forme cubique de 100 m3 qui peut être visitée, dans celle-ci, on peut y voir particulièrement des cacaoyers, des bananiers, des caféiers, des vanilliers, ainsi que d’autres espèces intéressantes.

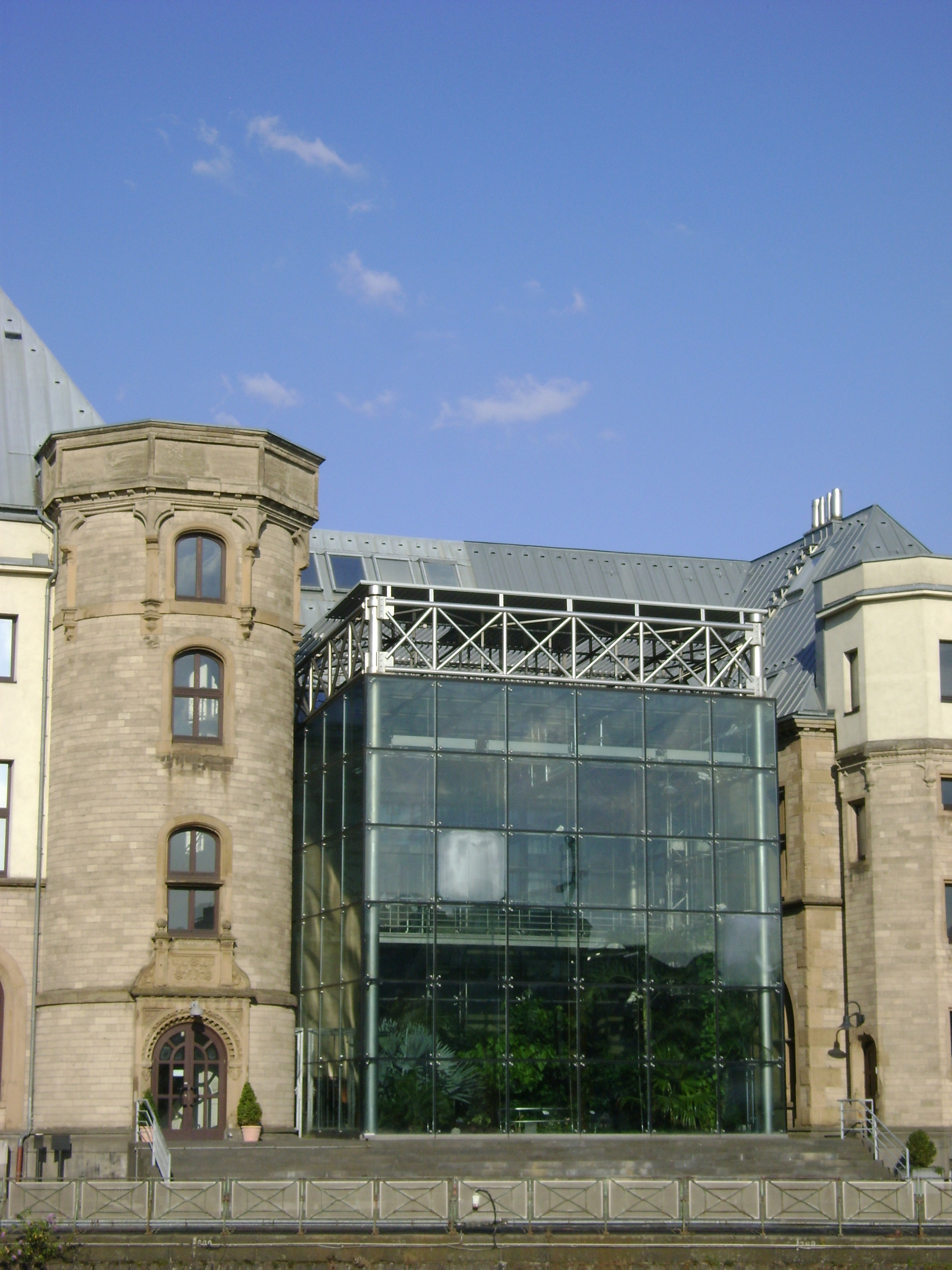
Serre du Musée du chocolat de Cologne

- Chacun des outils de production ont été construits à échelle réduite afin que les visiteurs puissent observer le processus de fabrication de petits carrés de chocolat dans sa globalité. Ceux-ci sont disponibles dans la boutique du musée.
- La fontaine de chocolat est une attraction incontournable, haute de 3 mètres, dans laquelle un animateur trempe des gaufrettes dans du chocolat fondu et les distribue aux visiteurs.
- Dans le hall d’entrée du musée se trouve la boutique où vous trouverez une grande variété de produits, provenant en majorité de l’entreprise Lindt & Sprüngli. Les produits qui y sont vendus sont inspirés par le chocolat, ou sont à base de chocolat ou pur chocolat.
- Parmi la grande variété d’objets exposés dans ce musée, on remarquera la collection d’objets en porcelaine datant du XVIIe au XXe siècle mais aussi celle de l’ère précolombienne mésoaméricaine. Bien que récent dans l’histoire de la production de chocolat, le musée dispose d’anciennes machines issues des premières productions du chocolat, des moules aux formes variées ainsi que des distributeurs de chocolats.

## Sources
1. http://www.schokoladenmuseum.de/ (version allemande et anglaise)
2. http://www.cologne-tourism.com/attractions-culture/museums/private-museums/chocolate-museum-schokoladenmuseum.html (version anglaise)
3. http://www.allemagne-au-max.com/fr961--cologne-musee-du-chocolat-schokoladenmuseum.html
4. http://www.chocolatiers.pro/modules/ressources/product.php?prod_id=49